# 红线女
紅線女（1923年12月27日—2013年12月8日），原名鄺健廉，廣東开平水口泮村人，生于广州西关，中国粵劇表演艺术家，人称“女姐”，代表作《紅燭淚》、《昭君出塞》及《荔枝颂》，开创了独树一帜的女腔亦稱紅腔。

## 生平

### 艺术生涯

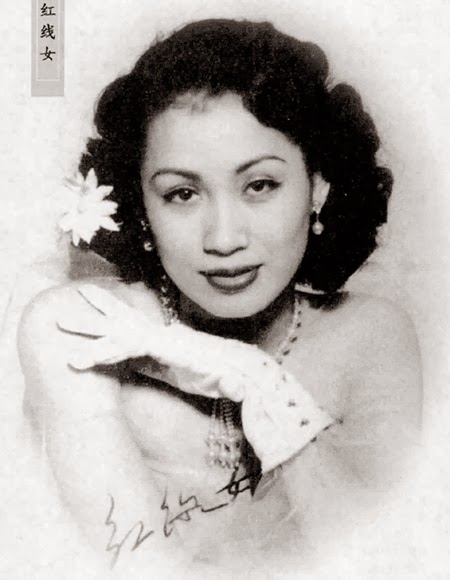
红线女写真（摄于1955年）

紅線女生於1923年，外祖父為著名鬚生聲架南，舅父為著名武生靚少佳，舅母為著名花旦何芙莲。，表妹為前《歡樂今宵》創作人胡美屏，堂伯父為同治年间创建粤剧行会“八和会馆”的著名武生鄺新華。而紅線女的父親鄺亦謨在廣州經營中藥店生意。
她是父親兩名妾侍之中其中一位所生的幼女，8岁時隨留声机学唱粤曲。抗日战争前，家住广州西关，在廣州就讀小學，當廣州被日軍攻佔後，便轉到澳門南灣媽閣街的教忠中學小學部入學兩年。1938年因日军侵华而辍学，後随母亲经澳门赴香港，拜舅母何芙莲为师，正式為職業粵劇演員，取艺名「小燕红」。1939年春，於勝壽年劇團首次登台演出。自此升任第三花旦，于夜场扮演丫环、宫女等配角。1940年，随何芙莲临时于靓少凤的金星剧团演出，由靓少凤为其正式改名为“红线女”。1941年到上海演出，年底日军占领香港，红线女迁居于靓少凤家，并于15歲加入馬師曾劇團。1943年於广东肇庆演出，於中國内地首次使用“红线女”的艺名，成为“师曾剧团”的正印花旦。其后不停到抗战后方巡演，多演马派剧目，如《苦凤莺怜》、《斗气姑爷》、《软皮蛇招郡马》等。
抗日戰爭勝利後回到香港学习京劇三年，後得何賢贊助成立“真善美劇團”，先后与马师曾、薛觉先合演《蝴蝶夫人》、《清宫恨史》等剧。1946年於香港连续一个月每天不停演出粤剧戏目《我为卿狂》轰动全港，次年以《我为卿狂》为题材拍摄了她首部电影。1950年代初组建红星粤剧团，与马师曾领衔到广州演出现代戏《珠江泪》。1952年演出《一代天骄》、《王昭君》，并且尝试改编《蝴蝶夫人》和莎士比亞劇作为粤剧。
紅線女在传统旦角的基础上，融入京腔、昆腔及西洋美声技法，创造出著名的粤剧唱腔“红腔”，使粤剧旦角唱腔发展到一个崭新的阶段。
1955年，受周恩来的邀请到中國。1956年参加中國国庆7周年观礼活动，受到周恩来接见，是年底参与广东省粤剧团演出。1957年正式以个人身份加入广东粤剧团（今广东粤剧院）。期間拜京剧梅兰芳为师；请程砚秋设计身段、水袖；请俞振飞指点《桂芝告状》；请周小燕改进《思凡》的唱腔；并且研究将朱传茗、郭兰英、王昆等唱腔技巧融入粤剧发声，先后演出《搜书院》、《昭君出塞》、《苦凤驾怜》、《打神》、《李香君》、《关汉卿》、《山乡风云》等剧目，最终完成红派的艺术體系。
文化大革命期间，紅綫女一家受到迫害，被逼离开艺术行业，到广州街道打扫，并且多次被“造反派”剃“阴阳头”，貶為“黑線女”。1967年被下放到广东英德茶场劳动。到1970年，周恩來到廣州與柬埔寨等印支半島國家舉行會議，紅線女便獲批准復出，在接待這批外賓的晚宴上表演助興。對於她為何在被「打倒」三年後就有機會復出，外界有種種說法。之後她去了北京治療聲帶，回來後就按黨中央指示，大力發展革命樣板戲。在《沙家浜》中還親自擔演主角阿慶嫂，這樣板粵劇被拍成電影，70年代中曾在香港的普慶、珠江等左派電影院公映。紅線女首次復出後表現得非常「革命」，在四人幫當道的1975年還當上廣東省文化局副局長，中共媒體發表了多篇她吹捧四人幫路線的文章，惹來好些同行非議。與她同期的粵劇伶人羅品超在文革後復出，曾公開談及對紅線女的不滿。他在回憶訪問錄《羅品超奇傳》中,有一章題為：「對阿女愛恨交織」，交代有關細節。毛澤東在1976年逝世，不久四人幫倒台，文革正式結束。此時紅線女因被指與江青關係密切，遭隔離審查，後來為了迎合改革開放的寬鬆氣氛，紅線女也沒有犯下嚴重罪行，中共終於1979年批准她再度復出，與香港演藝界人士會面。[14]
1980年，紅線女與秦中英合作改寫《王昭君》，扭轉悲劇情節成為《昭君公主》，與陳笑風等人合演。1984年在广州中山纪念堂举行粤剧戏曲小调的独唱音乐会，这是其文革後首次登台演出，1988年国庆前夕，红线女率广州粤剧团到北京举行“红线女专场”；1994年在北京主演《白燕迎春》。并创办了红豆粤剧团，培养粤剧接班人。

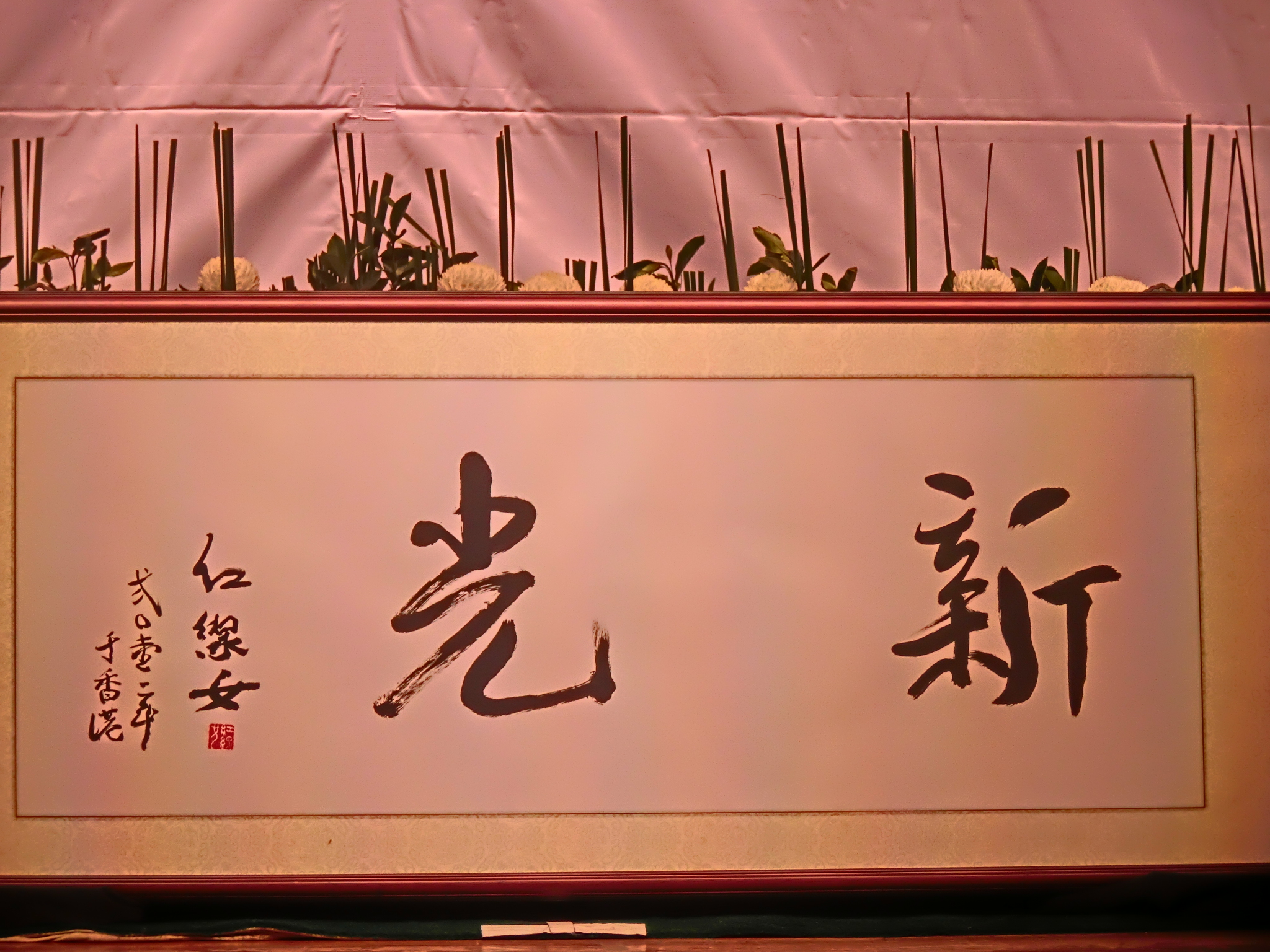
红线女在香港新光戲院的墨宝

2012年5月21日，香港新光戲院重新裝修後，舉行開幕禮，紅線女到香港為其剪綵，後應邀以一曲《荔枝頌》作賀，全場肅立拍掌致敬。

### 逝世
2013年12月8日晚上8时40分因心肌梗塞於廣東省人民醫院逝世，享年89歲。

## 艺术作品
紅線女曾参演70多齣电影，主演近200个粤剧剧目，包括《关汉卿》(1960年)、《搜书院》(1956年)、《沙家浜》、《李香君》、《刁蠻公主戇駙馬》、《打神》外，还有故事片《慈母泪》、《胭脂虎》(1955年)、《秋》(1953年)、《愛》(1955年)、《山鄉風雲》(1955年)、《我是一个女人》(1955年)、《昭君出塞》、《拾玉鐲》、《人海萬花筒》、喜劇《審死官》、寫實片《天堂春夢》等。

## 艺术成就
曾于1950年代至今获历任中国国家领导人接见，其中在1958年，时任中共中央主席毛泽东亲自给她写信，希望女姐身体力行，努力做“劳动人民的红线女”。她多次被选举为人民代表大会代表，包括第3、4、5、6、7、8、9届全国人大代表。1990年获广东省人民政府通令嘉奖；1992年当选为中国戏剧家协会广东分会主席；2001年6月15日，红线女在美國纽约林肯艺术中心接受“2001年度最杰出艺术家”的终身成就奖的最高荣誉；2002年1月1日，广东省人民政府授予红线女“粤剧艺术杰出贡献奖”。廣州市政府特在广州珠江新城興建红线女艺术中心，慶祝其演藝生命60周年，表扬紅線女对粤剧、电影的贡献，于1998年12月落成。

## 獎項
- 1957年，第6届世界青年联欢节东方古典歌曲比赛金质奖章，为第1位亚洲人获得此獎
- 1985年，联合国亚洲表演艺术协会授予的“杰出艺人奖”
- 1985年，联合国交响乐协会授予的表演艺术奖
- 1998年，霍英东成就奖
- 2001年，纽约文化事务部和美华艺术协会颁发的“粤剧终身成就奖”
- 2001年，广东省政府颁发的唯一“粤剧杰出成就奖”
- 2002年，中華人民共和國国务院文化部颁发首届“造型和表演艺术创作研究成就奖”
- 2005年，香港浸会大学颁赠荣誉文学博士学位
- 2009年，获首届“中国戏剧奖·终身成就奖”

## 家庭
1944年與馬師曾結婚，有兩子馬鼎昌、馬鼎盛，一女紅虹（原名馬淑明，1945年－），幼子馬鼎盛為軍事評論家，次女紅虹為粵劇演員。紅線女1955年3月3日與馬師曾離婚，回中國内地後于文革期间（1973年前后）再婚，第二任丈夫是作家華山。據馬鼎盛回憶，“她第一段婚姻，年纪差太远，性格喜好格格不入，好在事业上是最佳拍档。……我妈认为她第一段婚姻并非自愿，因此，自主的第二春一定要全方位成功。恰巧，同第一段婚姻一样，也不过十年光景，而且，最后一年，那位大作家患绝症卧床，我妈天天跑重病房照顾得无微不至，不惜工本。……当我们斗胆问到她第二段婚姻时，她也坦承“缺乏爱意”。”
红线女次女红虹也是粤剧界著名的正印花旦。在文革期间，曾经参与批斗母亲，导致母女关系决裂。红虹在1984年3月到香港旅遊期间偷偷脫團，失踪半年後於1984年10月9日現身台灣召开记者招待会，斥责中共專制，為追求自由而決定「出逃」，事件震惊海内外，更被中华人民共和国政府定性为“叛逃”。红虹在定居台灣多年後移民加拿大，致力從事粵劇傳揚基督教的工作。及后母女关系修复，而红虹已低調回過大陆。

## 演出的電影
| - 1947《我為卿狂》 - 1947《藕斷絲連》 - 1947《冤枉相思》 - 1948《梁山伯, 祝英台(上、下集)》 - 1948《荊棘幽蘭》 - 1948《刁蠻宮主》 - 1948《審死官》 - 1949《卓文君夜訪相如》 - 1949《拷打紅娘》 - 1949《夜吊白芙蓉》 - 1949《小青吊影》 - 1949《六月飛霜》 - 1950《烏龍將軍》 - 1950《豪門蕩婦》 - 1950《風流貴婦》 - 1950《野花香》 - 1950《血海蜂》 - 1950《人海萬花筒》 - 1950《宋江怒殺閻婆惜》 - 1950《鳳嬌投水》 - 1950《魂斷藍橋》 - 1950《罪惡鎖鏈(上、下集)》 - 1950《妬潮》 - 1950《脂粉豺狼》 - 1951《孤雛淚》 - 1951《紅白金龍(上集)》 | - 1951《天堂春夢》 - 1951《第七奇人》 - 1951《紅樓新夢》 - 1951《缸瓦船打老虎》 - 1951《怪錯有情郎》 - 1951《明星夢》 - 1951《粉陣迷龍》 - 1951《紅白杜鵑花》 - 1951《紅白金龍(下集大結局)》 - 1951《五姊妹》 - 1951《怨婦情歌》 - 1951《十二金釵戲玉郎》 - 1951《難為了媽媽》 - 1951《張君瑞情殺賈寶玉》 - 1951《人間慈父》 - 1952《契爺艷史》 - 1952《賣花女》 - 1952《新姑緣嫂刼》 - 1952《龍鳳花燭》 - 1952《春色滿華堂》 - 1952《飛來艷福》 - 1952《玉女凡心》 - 1952《歌聲淚影(上、下集)》 - 1952《璧合珠聯》 - 1952《一丈紅》 - 1952《良宵花弄月》 | - 1952《姊妹花》 - 1952《歌女紅玫瑰》 - 1952《七姐會牛郎》 - 1952《鸞鳳和鳴》 - 1952《從心所欲》 - 1952《夜桃源》 - 1952《紅運媽姐》 - 1952《佳偶天成》 - 1952《紅白牡丹花》 - 1952《一對胭脂馬》 - 1952《紅伶歌唱大集會》 - 1953《客串夫人》 - 1953《慈母淚》 - 1953《玉梨魂》 - 1953《貼錯門神》 - 1953《檀島佳人》 - 1953《清歌妙舞樂昇平》 - 1953《慈善紅伶歌唱大集會》 - 1953《處處喜相逢》 - 1954《落花流水》 - 1954《人隔萬重山》 - 1954《流水行雲》 - 1954《雙鳳迎龍》 - 1954《大地》 - 1954《家家戶戶》 - 1954《仙樂飄飄處處聞》 | - 1954《蠻女催粧嫁玉郎》 - 1954《秋》 - 1955《鴛鴦譜》 - 1955《我是一個女人》 - 1955《富貴似浮雲》 - 1955《兩地相思》 - 1955《人道》 - 1955《愛(續集)》 - 1955《後窗》 - 1955《天長地久》 - 1955《鄉下佬遊埠》 - 1955《一代名花》 - 1955《愛》 - 1955《胭脂虎》 - 1956《桃花依舊笑春風》 - 1956《原野》 - 1956《西廂記》 - 1956《火》 - 1957《搜書院》 - 1959《彩蝶雙飛》 - 1960《佳偶天成》 - 1961《關漢卿》 - 1961《香江花月夜》 - 1961《星月爭輝》 - 1962《心心相印》 - 1974《沙家浜》 - 1990《李香君》 |

## 電視特輯
- 1990《紅線女之粵曲傳情》（亞洲電視）
- 2001《紅線女藝海抒懷60年》（無線電視）
- 2008《合晒合尺：縷縷紅綫粵藝情》（無線電視）

## 有關著作
- 《紅線女日記》紅線女 著，香港集文出版社1956年8月初版。

- 《 紅線女傳奇 》（ 廣角鏡出版社，香港 一九八七年初版 ）